# Papurana jimiensis
Espèce
Synonymes
- Rana jimiensis Tyler, 1963
- Hylarana jimiensis (Tyler, 1963)

Statut de conservation UICN

 LC  : Préoccupation mineure
Papurana jimiensis est une espèce d'amphibiens de la famille des Ranidae.

## Répartition
Cette espèce est endémique des montagnes de Nouvelle-Guinée. Elle se rencontre en Indonésie et en Papouasie-Nouvelle-Guinée entre 700 et 1 700 m d'altitude dans le bassin du Sepik, du Ramu et du Jimi,.

## Description
L'holotype de Papurana jimiensis, une femelle gravide, mesure 100 mm. Son dos est uniformément brun foncé. Sa face ventrale est crème fortement tacheté de brun foncé

## Étymologie
Son nom d'espèce, composé de jimi et du suffixe latin -ensis, « qui vit dans, qui habite », lui a été donné en référence au lieu de sa découverte, la vallée de la rivière Jimi.

## Publication originale
- Tyler, 1963 : An account of collections of frogs from Central New Guinea. Records of the Australian Museum, vol. 26, no 3, p. 113-130 (texte intégral).